# Stade communal Azzurri d'Italia
 (mars 2021).
Le Stade communal Azzurri d'Italia (en italien : Stadio comunale Azzurri d'Italia), est un stade de football italien situé dans la ville de Castellana Grotte, dans les Pouilles.
Le stade, doté de 1 500 places et inauguré en 1930, sert d'enceinte à domicile aux équipes de football du Calcio Castellana, de l'Associazione Sportiva Dilettantistica Calciomania Castellana et des équipes de jeunes de l'Associazione Sportiva Martina Franca 1947.

## Histoire
Les travaux du stade débutent en 1930 et s'achèvent la même année.
Il est connu pour avoir accueilli de nombreux matchs et Serie C (D3 italienne) et de Serie D (D4 italienne) tout au long de son histoire.
En 2003, le stade met à disposition un écran géant dans son enceinte pour permettre à la population de venir voir la finale de la ligue des champions de l'UEFA 2002-03 entre la Juventus et l'AC Milan.

## Installations
Le stade dispose de deux tribunes situées face à face, avec des vestiaires situés à l'extérieur. Le stade est entouré de quatre tours triangulaires avec les trois couleurs du drapeau italien et une avec la couleur de l'équipe nationale italienne, c'est-à-dire le bleu.